# 청화로 (상주 문경)
청화로(Cheonghwa-ro)는 대한민국의 경상북도 상주시 화북면에서 시작하여, 경상북도 문경시 농암면을 잇는 도로이다.

## 주요경유지
경상북도
- 상주시 (화북면) - 문경시 (농암면)

## 노선 경로
| 이름          | 접속 노선                        | 소재지 | 소재지                            | 비고                    |
| ------------- | -------------------------------- | ------ | --------------------------------- | ----------------------- |
| (이름없음)    | 국가지원지방도 제49호선 (문장로) | 상주시 | 화북면                            | 지방도 제997호선과 중복 |
| 용유3교       |                                  | 상주시 | 화북면                            | 지방도 제997호선과 중복 |
| 병천교        |                                  | 상주시 | 화북면                            | 지방도 제997호선과 중복 |
|               | 문경시                           | 농암면 |                                   | 지방도 제997호선과 중복 |
| 쌍용터널      | 문경시                           | 농암면 |                                   | 지방도 제997호선과 중복 |
| 내서4교       | 문경시                           | 농암면 |                                   | 지방도 제997호선과 중복 |
| 사천3교       | 문경시                           | 농암면 |                                   | 지방도 제997호선과 중복 |
| 내서2교       | 문경시                           | 농암면 |                                   | 지방도 제997호선과 중복 |
| 내서1교       | 문경시                           | 농암면 |                                   | 지방도 제997호선과 중복 |
| 밴대고개      | 문경시                           | 농암면 |                                   | 지방도 제997호선과 중복 |
| 화산교        | 문경시                           | 농암면 |                                   | 지방도 제997호선과 중복 |
| (이름없음)    | 문경시                           | 농암면 | 지방도 제997호선 (밤소길)         | 지방도 제997호선과 중복 |
| 잣나무고개    | 문경시                           | 농암면 |                                   |                         |
| 농암사거리    | 문경시                           | 농암면 | 지방도 제901호선 (무운로) 종곡1길 |                         |
| 은성로와 직결 |                                  |        |                                   |                         |

## 주요 건물 및 시설
- S-OIL 태양주유소 (청화로 1123/종곡리 31-2)